# Polnische Poolbillard-Meisterschaft 2011
Die polnische Poolbillard-Meisterschaft 2011 war die 20. Austragung der nationalen Meisterschaft in der Billardvariante Poolbillard. Sie fand vom 13. bis 17. Dezember 2011 in Bilcza, einem Ortsteil der Gemeinde Morawica in der Woiwodschaft Heiligkreuz, statt. Ausgespielt wurden die Disziplinen 8-Ball, 9-Ball, 10-Ball und 14/1 endlos.

## Medaillengewinner
| Disziplin            | Gold                                     | Silber                                     | Bronze                                   | Bronze                                     |
| -------------------- | ---------------------------------------- | ------------------------------------------ | ---------------------------------------- | ------------------------------------------ |
| Herren – 8-Ball      | Piotr Kudlik (Metal Fach LP Sokółka)     | Marek Kudlik (Pino Ventor Dębica)          | Konrad Piekarski (Metal Fach LP Sokółka) | Krystian Piekarski (Metal Fach LP Sokółka) |
| Herren – 9-Ball      | Mateusz Śniegocki (BC Mario Mikołów)     | Tomasz Kapłan (BC Mario Mikołów)           | Adam Skoneczny (LD Tomaszów Mazowiecki)  | Dominik Zając (BC Mario Mikołów)           |
| Herren – 10-Ball     | Tomasz Kapłan (BC Mario Mikołów)         | Mariusz Skoneczny (LD Tomaszów Mazowiecki) | Hubert Łopotko (Metal Fach LP Sokółka)   | Michał Turkowski (Nosan Kielce)            |
| Herren – 14/1 endlos | Konrad Piekarski (Metal Fach LP Sokółka) | Bartosz Rozwadowski (Nosan Kielce)         | Tomasz Kapłan (BC Mario Mikołów)         | Adam Skoneczny (LD Tomaszów Mazowiecki)    |
| Damen – 8-Ball       | Karolina Pikul (Ósemka Rzeszów)          | Katarzyna Wesołowska (Nosan Kielce)        | Izabela Łącka (Falcon Sosnowiec)         | Kinga Stawarz (Ósemka Rzeszów)             |
| Damen – 9-Ball       | Katarzyna Wesołowska (Nosan Kielce)      | Oliwia Czupryńska (Nosan Kielce)           | Sylwia Ząbek (Pino Ventor Dębica)        | Karolina Pikul (Ósemka Rzeszów)            |
| Damen – 10-Ball      | Karolina Pikul (Ósemka Rzeszów)          | Oliwia Czupryńska (Nosan Kielce)           | Katarzyna Wesołowska (Nosan Kielce)      | Kinga Stawarz (Ósemka Rzeszów)             |